# German Solovecký
German Solovecký (rusky Герман Соловецкий, † 1479) je světec (přepodobný) Ruské pravoslavné církve karelského původu, jeden ze zakladatelů Soloveckého kláštera (spolu se Zosimou a Savvatijem Soloveckými).

## Život
German se narodil ve městě Toťma (Novgorodská republika), vzdělání nezískal. Podle legend byl etnickým Karelem.
Roku 1428 vyplul s dalšími rybáři na Bílé moře, navštívil Solovecký ostrov a později se usadil u kaple na řece Vyg v Karélii. Zde se seznámil s Savvatijem, mnichem z Valaamského kláštera. Oba toužili po klidném místě k modlitbě, proto se vydali na pustý Solovecký ostrov, který German poznal na rybářské výpravě. Zde si vybudovali celu, v níž strávili asi 6 let. Roku 1435 se German vydal do Oněgy pro zásoby, v jeho nepřítomnosti Savvatij zesnul. Po nějaké době se k Germanovi připojil mladý mnich Zosima, který si postavil celu půl versty od cely Germanovy. Postupně se k nim přidávali jiní mniši toužící po poustevnickém životě, a vzniknul tak Solovecký klášter.
Roku 1479 představený Arsenij poslal Germana do Novgorodu v záležitosti kláštera. Ten zde potom téhož roku skonal v klášteře sv. Antonína.
Roku 1690 biskup Cholmogorský Afanasij na žádost soloveckých mnichů svatořečil poustevníka Germana za jeho přísně asketický život. Patriarcha moskevský Joakim ve svém listu roku 1692 ustanovil místní uctívání přepodobného Germana. Celocírkevního uctívání se mu dostalo až po roce 1831, kdy byl zahrnut do Souboru novgorodských svatých. Později se objevil ještě v Souboru karelských svatých (1974) a Souboru soloveckých svatých (1993).

## Osudy ostatků
Světcovo tělo chtěli z Novgorodu dopravit na Solovecké ostrovy, avšak kvůli cestám nesjízdným po jarním tání jej pohřbili u kaple ve vesnici Chavronino na řece Svir. Roku 1484 za představeného Isaije byly ostatky přeneseny do Soloveckého kláštera. Umístili je napravo od oltáře chrámu svatého Mikuláše, hned vedle ostatků svatého Savvatije.
Po uzavření kláštera a otevření Soloveckého tábora zvláštního určení byly ostatky z chrámu odstraněny a věřícím navráceny až roku 1990. Nejdříve byly uloženy v Alexandro-Něvské lávře v Petrohradu, roku 1992 se vrátily na Solovecké ostrovy. Od roku 2016 odpočívají spolu s ostatky svatých Savvatije a Zosimy Soloveckých v přídělku chrámu svaté Trojice v Soloveckém klášteře.